# Antoine Kombouaré
Antoine Kombouaré (16 de noviembre de 1963, Numea, Nueva Caledonia, Francia) es un entrenador y exfutbolista francés. Actualmente está sin club.

## Trayectoria como jugador
Como futbolista, Kombouaré jugaba de defensa. Debutó con el FC Nantes en 1982 y fue traspasado al París Saint-Germain ocho años después. En el club francés fue especialmente conocido por marcar goles de cabeza en momentos decisivos, como en la Copa de la UEFA contra el Real Madrid o en la Liga de Campeones frente al Barcelona. Esta circunstancia le valió el apodo de "Casque d'Or" (casco dorado). Con el equipo de la capital ganó una Liga francesa, dos Copas de Francia y una Copa de la Liga. Pasó sus últimos años de carrera en el extranjero, concretamente una temporada en el FC Sion y dos en el Aberdeen. Colgó definitivamente las botas en el RC Paris.

## Trayectoria como entrenador
Inicios
Como técnico, se inició en las categorías inferiores del París Saint-Germain antes de comenzar a entrenar en el fútbol profesional. Aunque se rumoreó que podía dar el salto al primer equipo parisino, la llegada de Vahid Halilhodžić le cerró el paso. 
RC Estrasburgo
Así, Kombouaré comenzó su carrera como entrenador llevando las riendas del RC Estrasburgo durante poco más de una temporada (2003-2004). En la primera de ellas, logró un destacable 13.er lugar; pero en la segunda fue víctima de los malos resultados, viéndose perjudicado por el traspaso de Danijel Ljuboja. Fue destituido en octubre de 2004, menos de un año después de su llegada al club, al no lograr ninguna victoria en las 8 primeras jornadas.
Valenciennes FC
Luego entrenó al Valenciennes Football Club durante cuatro campañas, al que ascendió a la Ligue 1 más de 13 años después (además de ganar el premio de mejor entrenador de la Ligue 2) y lo mantuvo tres temporadas en la máxima categoría, demostrando sus capacidades con un presupuesto limitado.
París Saint-Germain
En ese momento se trasladó al banquillo del Parque de los Príncipes, tras la partida de su excompañero Paul Le Guen en 2009, firmando un contrato por tres temporadas. En su primera campaña el París Saint-Germain no brilló en la Liga, pero ganó una Copa de Francia; y en la siguiente llevó al equipo francés al cuarto puesto en la Ligue 1 2010-11 y volvió a alcanzar la final de la Copa, pero esta vez perdió ante el Lille. En verano de aquel año, aumentaron las expectativas sobre el equipo, ya que realizó una gran inversión en fichajes de la mano de sus nuevos propietarios cataríes. Kombouaré fue sustituido por Carlo Ancelotti al terminar el 2011, en una decisión controvertida por parte del club, donde pesaron más las eliminaciones en la Copa de la Liga y en la Europa League que la buena marcha en la Ligue 1 (el PSG era líder al término de la primera vuelta). El equipo no mejoró con el cambio de técnico: sumaría 39 puntos en la segunda vuelta por los 40 de la primera y concluiría la temporada como subcampeón de la Liga francesa.
Al-Hilal
Posteriormente, tuvo una breve experiencia al frente del Al-Hilal FC de Arabia Saudí.
RC Lens
En la temporada 2013-14, se hizo cargo del RC Lens y consiguió el ascenso a la Ligue 1 como subcampeón de la categoría de plata, después de haber estado 33 de las 38 jornadas del campeonato en puestos de ascenso. Una vez en la máxima categoría, el Lens terminaría la primera vuelta de la Ligue 1 2014-15 en 16.º puesto, empatado a 19 puntos con el 17.º y con el 18.º (primer equipo en puestos de descenso). Sin embargo, el conjunto aurirojo entró en barrena en la segunda parte del torneo, sumando sólo 7 puntos en 15 partidos, lo que le hundió en la clasificación, condenándolo a volver a la Ligue 2. En la temporada 2015-16, el Lens terminó como 6.º clasificado en la categoría de plata, por lo que no pudo regresar a la élite.
EA Guingamp
El 30 de mayo de 2016, se convirtió en el nuevo técnico del EA Guingamp de la Ligue 1. Tuvo un buen inicio al frente del elenco bretón, ya que se situó como líder de la Ligue 1 2016-17 en la 3.ª jornada y concluyó la primera vuelta del torneo como 5.º clasificado. La segunda parte del campeonato no fue tan positiva y finalmente el Guingamp terminó en la 10.ª posición. En su segunda temporada, el equipo logró unos resultados ligeramente peores, pues casi siempre ocupó posiciones templadas en la clasificación a lo largo de la Ligue 1 2017-18, pero aun así obtuvo una cómoda permanencia en la élite. El 21 de agosto de 2018, renovó su contrato con el club por un año más. Sin embargo, el Guingamp completó un nefasto inicio de temporada, situándose como colista de la Ligue 1 tras sumar 7 puntos en las 12 primeras jornadas, situación que provocó el despido de Kombouaré el 6 de noviembre de 2018.
Dijon FCO
El 10 de enero de 2019, fue presentado como nuevo entrenador del Dijon FCO. Logró evitar el descenso directo al finalizar 18.º en la Ligue 1, alcanzando la permanencia al derrotar al Lens en el "play-off". Sin embargo, el club no le ofreció la renovación.
Toulouse FC
El 14 de octubre de 2019, se incorporó al Toulouse FC con el objetivo de obtener la permanencia. Pese a que debutó con victoria, perdió los 9 siguientes partidos en la Ligue 1, cayendo a la última posición. El 5 de enero de 2020, un día después de haber sido eliminado de la Copa de Francia, el club anunció su destitución, siendo el técnico que ha permanecido menos tiempo al mando del equipo violeta en la historia de la entidad.
FC Nantes
El 11 de febrero de 2021, fue confirmado como nuevo entrenador del FC Nantes. Se hizo cargo del equipo francés cuando marchaba 18.º tras 24 jornadas de la Ligue 1 y lo dejó en idéntica situación al término del torneo, por lo que tuvo jugar un "play-off" contra el Toulouse para permanecer en la élite. Finalmente, el equipo de Kombouaré se impuso por la regla del gol de visitante y se mantuvo un año más en la Ligue 1. El 7 de mayo de 2022, el Nantes se proclamó campeón de la Copa de Francia, su primer título en más de 20 años. Al año siguiente, volvió a llegar a la final de la Copa de Francia, pero esta vez fue derrotado (1-5). Además, en la Ligue 1, los resultados no acompañaron al equipo. Finalmente, Kombouaré fue cesado en sus funciones el 9 de mayo de 2023, con el Nantes ocupando puestos de descenso (17.º clasificado) a falta de 4 jornadas para el término de la Ligue 1.
El 19 de marzo de 2024, inició su segunda etapa como técnico del FC Nantes. Tras salvar al equipo del descenso por segundo año consecutivo, el club anunció su salida del cargo en mayo de 2025.

## Clubes y estadísticas

### Como jugador
| Equipo                      | Temporada | Div.     | Liga | Liga  |
| Equipo                      | Temporada | Div.     | P    | Goles |
| --------------------------- | --------- | -------- | ---- | ----- |
| Nantes Francia              | 1984-85   | D1       | 18   | 0     |
| Nantes Francia              | 1985-86   | D1       | 23   | 0     |
| Nantes Francia              | 1986-87   | D1       | 35   | 2     |
| Nantes Francia              | 1987-88   | D1       | 31   | 1     |
| Nantes Francia              | 1988-89   | D1       | 35   | 1     |
| Nantes Francia              | 1989-90   | D1       | 35   | 0     |
| Toulon Francia              | 1990-91   | D1       | 17   | 0     |
| París Saint-Germain Francia | 1990-91   | D1       | 20   | 0     |
| París Saint-Germain Francia | 1991-92   | D1       | 32   | 2     |
| París Saint-Germain Francia | 1992-93   | D1       | 19   | 0     |
| París Saint-Germain Francia | 1993-94   | D1       | 9    | 0     |
| París Saint-Germain Francia | 1994-95   | D1       | 26   | 1     |
| FC Sion · Suiza             | 1995-96   | D1       | 25   | 7     |
| FC Sion · Suiza             | 1996-97   | D1       | 4    | 1     |
| Aberdeen Escocia            | 1996-97   | D1       | 30   | 3     |
| Aberdeen Escocia            | 1997-98   | D1       | -    | -     |
| RC Paris Francia            | 1998-99   | Nacional | 24   | 4     |

### Como entrenador
| Club                | País           | Año       | PD  | G   | E   | P   | Rendimiento |
| ------------------- | -------------- | --------- | --- | --- | --- | --- | ----------- |
| Racing Estrasburgo  | Francia        | 2003-2004 | 49  | 10  | 18  | 21  | 32.65%      |
| Valenciennes        | Francia        | 2005-2009 | 166 | 59  | 48  | 59  | 45.18%      |
| París Saint-Germain | Francia        | 2009-2011 | 134 | 61  | 39  | 34  | 55.22%      |
| Al-Hilal            | Arabia Saudita | 2012-2013 | 22  | 14  | 3   | 5   | 68.19%      |
| Lens                | Francia        | 2013-2016 | 126 | 45  | 36  | 45  | 45.23%      |
| EA Guingamp         | Francia        | 2016-2018 | 100 | 32  | 26  | 42  | 40.67%      |
| Dijon               | Francia        | 2019      | 25  | 8   | 4   | 13  | 37.33%      |
| Toulouse            | Francia        | 2019-2020 | 13  | 2   | 0   | 11  | 15.38%      |
| Nantes              | Francia        | 2021-2023 | 109 | 38  | 32  | 39  | 44.65%      |
| Nantes              | Francia        | 2024-2025 | 44  | 11  | 14  | 19  | 35.61%      |
| Total               | Total          | Total     | 788 | 280 | 220 | 288 | 44.84%      |

## Palmarés

### Como jugador

#### Campeonatos nacionales
| Título                     | Club                      | País    | Año  |
| -------------------------- | ------------------------- | ------- | ---- |
| Copa de Francia            | París Saint-Germain F. C. | Francia | 1993 |
| Division 1                 | París Saint-Germain F. C. | Francia | 1994 |
| Copa de Francia            | París Saint-Germain F. C. | Francia | 1995 |
| Copa de la Liga de Francia | París Saint-Germain F. C. | Francia | 1995 |
| Copa de Suiza              | F. C. Sion                | Suiza   | 1996 |

### Como entrenador

#### Campeonatos nacionales
| Título          | Club                      | País    | Año  |
| --------------- | ------------------------- | ------- | ---- |
| Ligue 2         | Valenciennes F. C.        | Francia | 2006 |
| Copa de Francia | París Saint-Germain F. C. | Francia | 2010 |
| Copa de Francia | F. C. Nantes              | Francia | 2022 |